# Gangstadhaugen
Gangstadhaugen är en tätort i Inderøy kommun i Trøndelag fylke i mellersta Norge. Orten ligger där fylkesväg 761 möter fylkesväg 6936, på den norra delen av halvön Inderøya.
Cirka en kilometer nordväst om tätorten, vid fylkesväg 6936, ligger tätorten Småland.